# 埃迪·哈特
埃迪·哈特（英語：Eddie Hart，1949年4月24日—），美国男子田径运动员，主攻短跑。他曾代表美国参加1972年夏季奥林匹克运动会田径比赛，获得男子4×100米接力金牌。